# 黑原芋螺
黑原芋螺（学名：Conus kuroharai）为芋螺科芋螺屬下的一个种。